# Fiona, Marquesa de Lansdowne
Fiona Mary Petty-Fitzmaurice (nascida Merritt; 3 de outubro de 1954) é uma aristocrata, socialite e designer britânica. Desde 2022, ela serve como dama de companhia da rainha Camila e detém o título de Marquesa de Lansdowne.

## Biografia
Nascida em 1954, Fiona Merritt casou-se em 1987, como sua segunda esposa, Charles Petty-Fitzmaurice, Conde de Shelburne. Ela foi nomeada Condessa de Shelburne por cortesia até que seu marido sucedeu os títulos do pai em 1999. A sede da família é Bowood House, Wiltshire, e Lord e Lady Lansdowne supervisionaram a restauração da casa.
A Marquesa de Lansdowne formou-se como designer de interiores na Inchbald School of Design e trabalhou para a Colefax &amp; Fowler. Ela conheceu seu marido (então Lord Shelburne) em uma visita de trabalho a Bowood enquanto trabalhava para Charles Hammond no início dos anos 1980.
Amiga íntima do Rei Carlos III e da Rainha Camila, ela é madrinha da filha da Rainha, Laura Lopes.

## Serviço real
Em 2019, Lady Lansdowne foi nomeada vice-tenente de Wiltshire. Ela foi Alta Xerife de Wiltshire de 2022 a 2023.

Ela foi nomeada uma das seis companheiras da rainha Camilla, o equivalente moderno das damas de companhia, em 2022. Ela foi uma das duas damas presentes, ao lado da irmã da rainha, Annabel Elliot, na coroação em 6 de maio de 2023. Ela foi uma das duas companheiras presentes na Abertura Estadual do Parlamento em novembro de 2023 e novamente em julho de 2024.

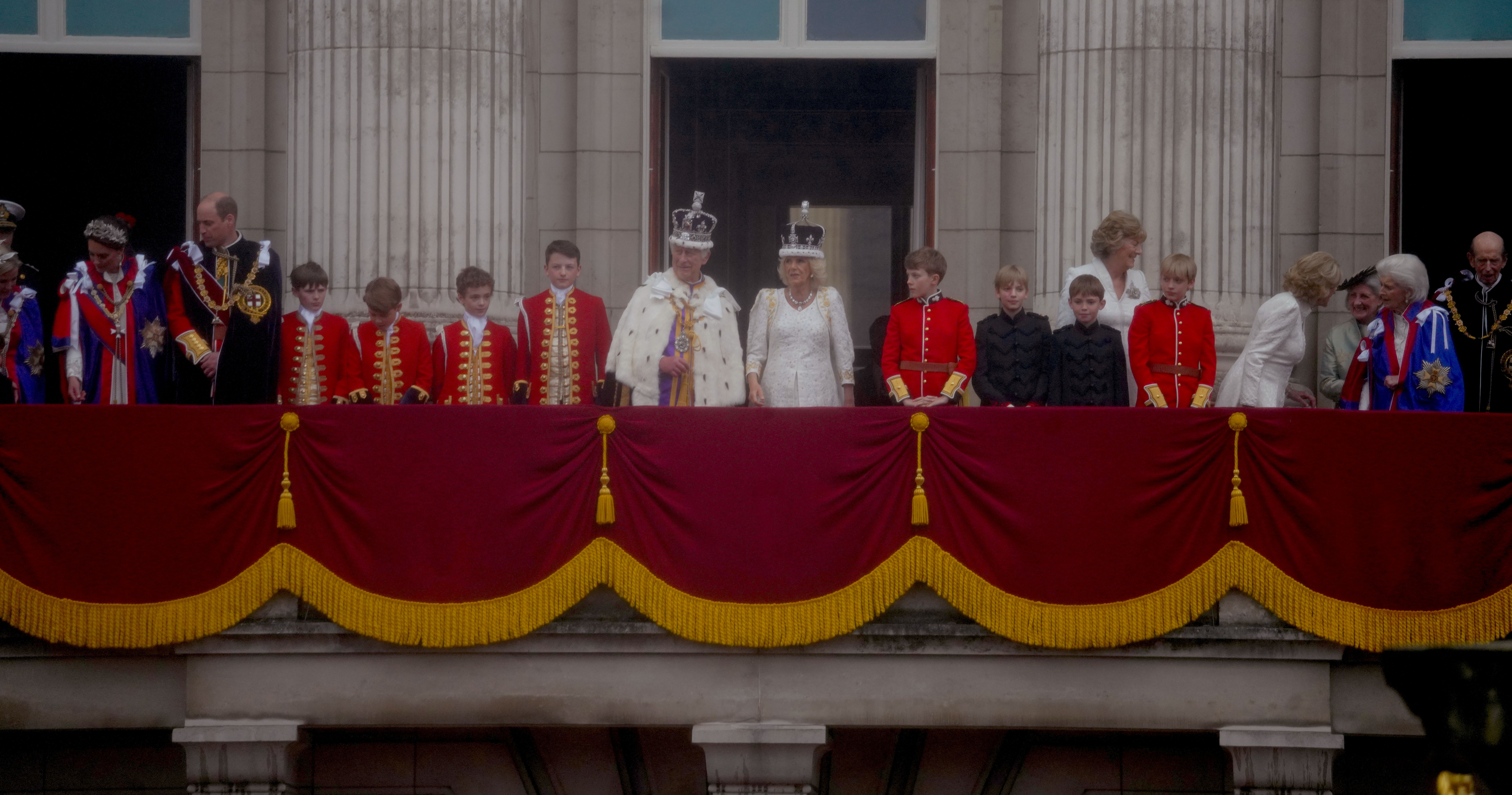
Lady Lansdowne, sexta da direita, na sacada do Palácio de Buckingham depois da coroação de Carlos III e Camila, 6 de maio de 2023.
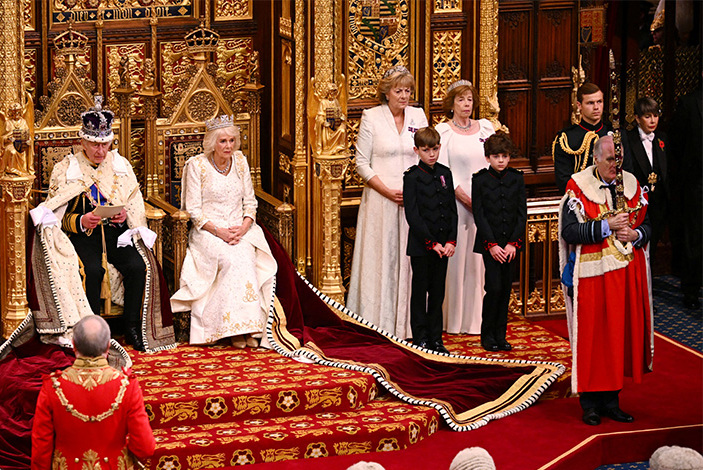
A Marquesa presente na Abertura Anual do Parlamento, 7 de novembro de 2023.

## Honras
- 6 de maio de 2023: Medalha da Coroação do Rei Carlos III